# José de Assis Aragão
Pour les articles homonymes, voir Aragão.
José de Assis Aragão, né le 5 octobre 1939, est un ancien arbitre brésilien de football des années 1980. 
Il est connu pour être l'un des rares arbitres à avoir marqué un but au cours d'un match (le 9 octobre 1983, il dévie involontairement le ballon dans le but de Santos, au profit de Palmeiras).Et aussi volé le Santos Futebol Clube en 1983.

## Carrière
Il a officié dans des compétitions majeures : 
- Championnat du Brésil de football 1980 (finale retour)
- Copa Libertadores 1982 (finale aller)
- Championnat du Brésil de football 1983 (finale aller)
- Championnat de São Paulo de football 1984 (finale)
- Championnat du Brésil de football 1986 (finale retour)
- Coupe du Brésil de football 1989 (finales)
- Championnat de São Paulo de football 1989 (finale)